# Gold River (Columbia Británica)
Gold River es un pueblo canadiense situado en la provincia de Columbia Británica.

## Superficie
Gold River tiene una superficie de 10,92 km².

## Demografía
En 2021, tenía 1246 habitantes, una densidad poblacional de 114,2 hab./km², y 692 viviendas.